# Милка Ивић
Милка Ивић (Београд, 11. децембар 1923 — Београд, 7. март 2011) била је српскa лингвисткиња, професорка универзитета и академик.

## Биографија
Милка Ивић је рођена као кћерка Радоја Јовановића, доктора права и државног саветника, и Светлане, кћерке песника Војислава Илића.
На трећој години студија је изабрана  за стипендисту Српске академије наука. Дипломирала је 1949. и докторирала 1953. године на Филолошком факултету Универзитета у Београду. Од 1954. била је научни сарадник у Институту за српскохрватски језик САНУ, од 1955. доцент, 1959. ванредни професор, а од 1964. до 1984. редовни професор Филозофског факултета Универзитета у Новом Саду, као и гостујући професор неколико различитих универзитета у САД и Токијског лингвистичког института. Била је члан Норвешке, Саксонске и Српске академије наука. Уређивала је часопис Јужнословенски филолог.
Подручја њеног деловања била су: савремена сербокроатистика, историја лингвистике, општа лингвистика, синтакса, структурна морфологија и семантика словенских језика.
Допринос Ивићеве националној филологији описао је српски лингвиста Милош Ковачевић следећим речима: „Милка Ивић је сама 'одрадила', инаугуришући теорију варијаната, цијелу једну фазу хрватског филолошког програма.” Стога не изненађује што је и најпознатија следбеница Милке Ивић хрватска лингвисткиња Сњежана Кордић, и то не само на плану синтаксе, него и као најгласнија заступница у 21. веку варијантског модела заједничког језика Срба и Хрвата. Премда није студирала код Милке Ивић јер се обрзовала у Хрватској, може се и на тој разини видети посредна веза јер је била студентица и асистентица Јасне Мелвингер, која је претходно била студентица и асистентица Милке Ивић. И у поратним годинама су позитивно говориле једна о другој.
Њен супруг је био академик и лингвиста Павле Ивић, син академик и математичар Александар Ивић, а снаха Санда Рашковић Ивић.

## Најзначајнија дела
- Правци у лингвистици I
- Правци у лингвистици II
- Значења српскохрватског инструментала и њихов развој
- О језику Вуковом и вуковском
- О зеленом коњу[7]
- Лингвистички огледи
- Нови лингвистички огледи
- Ивић, Милка (1994). „Плава боја као лингвистички проблем”. Јужнословенски филолог. 50: 99—116.
- Ивић, Милка (1996). „О изразима плав и модар: Нова сазнања”. Јужнословенски филолог. 52: 11—17.